# Grand Prix de Ouest-France 2003
Il Grand Prix de Ouest-France 2003, sessantasettesima edizione della corsa, si svolse il 24 agosto 2003 su un percorso totale di 198 km. Fu vinta dal francese Andy Flickinger che terminò la gara in 4h34'22" alla media di 43,3 km/h.
Alla partenza con 160 ciclisti di cui 99 portarono a termine il percorso.

## Ordine d'arrivo (Top 10)
| Pos. | Corridore            | Squadra         | Tempo    |
| ---- | -------------------- | --------------- | -------- |
| 1    | Andy Flickinger      | AG2R Prév.      | 4h34'22" |
| 2    | Anthony Geslin       | La Boulangère   | s.t.     |
| 3    | Nicolas Jalabert     | Team CSC        | s.t.     |
| 4    | Christophe Mengin    | Fdjeux.com      | s.t.     |
| 5    | Kurt-Asle Arvesen    | Team Fakta      | s.t.     |
| 6    | Mark Scanlon         | AG2R Prév.      | s.t.     |
| 7    | Joseba Albizu Lizaso | Mercatone Uno   | a 3"     |
| 8    | Patrice Halgand      | Jean Delatour   | a 25"    |
| 9    | Cédric Vasseur       | Cofidis         | a 1'38"  |
| 10   | Thor Hushovd         | Crédit Agricole | a 1'48"  |